# Pelican Lake 191B
Pelican Lake 191B är ett reservat i Kanada.   Det ligger i provinsen Saskatchewan, i den centrala delen av landet, 2 500 km väster om huvudstaden Ottawa.
Trakten runt Pelican Lake 191B består till största delen av jordbruksmark. Trakten runt Pelican Lake 191B är nära nog obefolkad, med mindre än två invånare per kvadratkilometer.